# Nimby
Nimby és un acrònim anglès que significa not in my back yard («no al meu pati»), resumeix l'actitud com «Està molt bé i ho podeu posar on vulgueu, però no pas a prop de casa meva» o en altres paraules, la cultura del no. Descriu la reacció de ciutadans que s'organitzen per a enfrontar-se als canvis i projectes d'instal·lació en el seu entorn immediat d'infraestructures considerades com a perilloses o desagradables, o per por de contrarietats personals o de perill real.
És el fenomen que experimenta la gent que vol feina, però no vol fàbriques massa properes al seu domicili; vol conduir el cotxe, però no vol autopistes; vol telefonar a tot arreu, però no vol cap antena al seu veïnat. Hi ha hagut variants, coma ara «span»: Sí, però aquí no. Al cap a la fi, «nimby» s'ha imposat. Es digui com vulgui, el fenomen és el malson de molts polítics i planificadors, davant la dificultat de fer les coses combinant els interessos privats i l'interès públic. En qualsevol cas, no sempre és fàcil diferenciar entre egoisme populista i objeccions justificades de qui ha de patir bona part dels danys, ni tampoc entre beneficis comuns i interessos privats de grans empreses en un projecte.

## Història del mot
Al món anglosaxó, el primer esment escrit del mot data del 1980. L'acrònim va ser popularitzat per Nicholas Ridley, el secretari de Medi Ambient britànic sota Margaret Thatcher, en descriure la reacció de la població contra un projecte de modernització dels ferrocarrils, considerats obsolets per tothom al Regne Unit. El mateix Ridley que més tard va protestar quan volien construir cases a costat de la seva segona residència.
El 2018 el terme va ser normalitzat en català com «nimby», plural «nimbys», sense majúscules. Té dos sentits: l'actitud i les persones i es pot fer servir com adjectiu. També té el derivat nimbisme.